# إستيفا (مسلسل)
هو مسلسل مصري إنتاج 2015 عرض في رمضان 1436 عرض على قناة القاهرة و الناس .

## قصة المسلسل
تدور أحداث المسلسل في إطار من الإثارة والغموض حول ضابط شرطة يقوم بالتحقيق في مجموعة من الجرائم للوصول للجاني، المسلسل مكون من 26 حلقة منفصلة وكل حلقتين تدوران حول جريمة واحدة.

## أبطال المسلسل
- لمياء الأمير
- عباس أبو الحسن: المحقق عباس

ضيوف الحلقات
| - منى زكي: المحققة منى (حلقة 1 و2) - شيرين رضا: زيزي (حلقة 1 و2) - زكي فطين عبد الوهاب: ماجد رستم (حلقة 1 و2) - علا رشدي: وردة (حلقة 1 و2) - مصطفى أبو سريع: مرتضى "حداية" (حلقة 1 و2) - عبير فاروق: الحاجة سوسو(حلقة 1 و2) - فكري صادق: عبده زوج سوسو(حلقة 1 و2) - عمرو سعد: المحقق عمرو (حلقة 3 و4) - محمد متولي: عم عطا الله (حلقة 3 و4) - محمود غريب: عوني (حلقة 3 و4) - تامر مجدي: إبراهيم بالونجا (حلقة 3 و4) - أحمد محارب: بلال كلاباله (حلقة 3 و4) - أحمد النمرسي: الظابط يوسف (حلقة 3 و4) - احمد سمير عباس: وكيل النيابة (حلقة 3 و4) - محمد حاتم: أمير (حلقة 3 و4) - حمادة حميدة: الصول بخيت (حلقة 3 و4) - نيكول سابا: المحققة نيكول (حلقة 5 و6) - أمينة خليل: نورهان (حلقة 5 و6) - أميرة هاني: تمارا (حلقة 5 و6) - أحمد حسين: حسن كوتسيكا (حلقة 5 و6) - مؤمن نور: كريم (حلقة 5 و6) - مصطفى الريدي: أنطوان (حلقة 5 و6) - مينا النجار: مروان (حلقة 5 و6) - خالد النبوي: المحقق خالد (حلقة 7 و8) - أميرة العايدي: نادية (حلقة 7 و8) - أحمد سلامة: د. حسام (حلقة 7 و8) - داليا إبراهيم: هناء (حلقة 7 و8) - احمد عبد الرازق: سليم (حلقة 7 و8) - لبنى ونس: أم سمير (حلقة 7 و8) - أحمد فوزي: عم صابر (حلقة 7 و8) - عادل حليم: البواب (حلقة 7 و8) - يوسف حسام: حسام الصغير (حلقة 7 و8) - عمرو يوسف: المحقق عمرو (حلقة 9 و10) - عزة بهاء: نجلاء أم طارق (حلقة 9 و10) - علياء عساف: فريال (حلقة 9 و10) - أحمد محيي: طارق (حلقة 9 و10) - مصطفى حشيش: الكوتش صبري (حلقة 9 و10) - عادل أمين: الكابتن نوح (حلقة 9 و10) - عبد الرحمن مالك: مروان (حلقة 9 و10) - أيمن الدريني: إسماعيل (حلقة 9 و10) - مصطفى منصور: شريف (حلقة 9 و10) | - مارتينا عادل: صديقة فريال (حلقة 9 و10) - هند صبري: المحققة هند (حلقة 11 و12) - أيمن عزب: مصطفى السعيد (حلقة 11 و12) - ناصر شاهين: صلاح (حلقة 11 و12) - بيومي فؤاد: عادل خليل (حلقة 11 و12) - محمد درويش: حسن عمار (حلقة 11 و12) - ياسمين كساب: ليلى العاملة (حلقة 11 و12) - محمد مرزبان: هشام الشريف (حلقة 11 و12) - جيهان أنور: شفا (حلقة 11 و12) - حسن الرداد: المحقق حسن (حلقة 13 و14) - فريدة سيف النصر: أم خليل (حلقة 13 و14) - نهى العمروسي: أم سوسن (حلقة 13 و14) - ناهد السباعي: شيماء (حلقة 13 و14) - لمياء الأمير: أم محمود (حلقة 13 و14) - إنجي خطاب: ثناء (حلقة 13 و14) - سمر علام: فاطمة (حلقة 13 و14) - نورهان أبو سريع: سوسن (حلقة 13 و14) - يحيى أحمد: صالح (حلقة 13 و14) - كندة علوش: المحققة كندة (حلقة 15 و16) - تميم عبده: رياض (حلقة 15 و16) - أحمد الرافعي: شريف (حلقة 15 و16) - علي عبد الرحيم: شوقي (حلقة 15 و16) - أحمد خيري: عمار (حلقة 15 و16) - عبد العزيز التوني: مصطفى الصيدلي (حلقة 15 و16) - رانيا الخطيب: إلهام (حلقة 15 و16) - باسم سمرة: المحقق باسم (حلقة 17 و18) - عمرو صالح: هشام (حلقة 17 و18) - ملك قورة: نهى (حلقة 17 و18) - فاطمة عادل: فريدة (حلقة 17 و18) - دنيا ماهر: شيرين (حلقة 17 و18) - محمد علي رزق: مجدي تختخ (حلقة 17 و18) - محمد امام: فوزي والد شيرين (حلقة 17 و18) - ماجدة منير: والدة شيرين (حلقة 17 و18) - خالد بدوي: الشاهد (حلقة 17 و18) - زينة: المحققة زينة (حلقة 19 و20) - أنوشكا: دليلة (حلقة 19 و20) - أحمد صيام: سمير الغطاس (حلقة 19 و20) - راندا عوض: روز أخت دليلة (حلقة 19 و20) - علاء حسني: نبيل المحامي (حلقة 19 و20) - محمود فارس: بحر السايس (حلقة 19 و20) | - عماد الراهب: أرام أخودليلة (حلقة 19 و20) - بسنت شوقي: ريتا بنت أرام (حلقة 19 و20) - عبد السلام الدهشان : منير والد دليلة (حلقة 19 و20) - ندى سيف: دليلة طفلة (حلقة 19 و20) - إدوارد: المحقق إدوارد (حلقة 21 و22) - فرح يوسف: صباح (حلقة 21 و22) - سلوى عثمان: تحية أم صباح (حلقة 21 و22) - سلمى غريب: سحر أم رضا وبكر (حلقة 21 و22) - احمد عادل: رضا (حلقة 21 و22) - تامر نبيل: بكر (حلقة 21 و22) - حمدي إسماعيل: يحيي أبورضا وبكر (حلقة 21 و22) - محمد عبد العظيم: زكريا (حلقة 21 و22) - محمد عادل: عبده (حلقة 21 و22) - عارفة عبد الرسول: الجدة (حلقة 21 و22) - داليا رمزي: نعمة صديقة صباح (حلقة 21 و22) - منة حسام: صباح طفلة (حلقة 21 و22) - معاذ نبيل: رضا طفل (حلقة 21 و22) - حفناوي: بكر طفلة (حلقة 21 و22) - درة: المحققة درة (حلقة 23 و24) - يسرا اللوزي: ياسمين (حلقة 23 و24) - مصطفى عبد المنعم: حمزة (حلقة 23 و24) - بسمة ياسر: مها (حلقة 23 و24) - نور محمود: بندق (حلقة 23 و24) - نيللي بيطار: السيدة اللبنانية (حلقة 23 و24) - آسر هاني: الطفل أدهم (حلقة 23 و24) - أحمد فؤاد: الرجل الرياضي (حلقة 23 و24) - أحمد عوض: رجل الأمن (حلقة 23 و24) - بسمة إبراهيم: صاحبة العقار (حلقة 23 و24) - جابر محمد: عامل الدليفري (حلقة 23 و24) - منذر الداغستاني: جعفر (حلقة 23 و24) - آسر ياسين: المحقق آسر (حلقة 25 و26) - بسمة أحمد: ماجدة (حلقة 25 و26) - رمزي لينر: إسماعيل (حلقة 25 و26) - ياسر الطوبجي: نصير (حلقة 25 و26) - ليلى عربي: مشيرة (حلقة 25 و26) - مصطفى محمود: عوض (حلقة 25 و26) - أسامة أبو العطا: عماد (حلقة 25 و26) - طارق والي: مقدم الحفل (حلقة 25 و26) - مي إبراهيم: فنانة إستعراضية (حلقة 25 و26) |

بالأشتراك مع:
| - تامر مهران: مساعد المحقق 1 - اشرف عبد الفضيل: مساعد المحقق 2 - مجدي وهبة: مساعد المحقق 1 - باسم علي: مساعد المحقق 2 | - محمود نجيب: مساعد المحقق 3 - نورا حنفي:البحث الجنائي 1 - احمد منصور:البحث الجنائي 2 - وليد:البحث الجنائي 3 |

## الحلقات
| - 1، 2:أتيليه زيزي:إختفاء زيزي - 3، 4:التخشيبة:مقتل أمير - 5، 6:كوتسيكا:مقتل كوتسيكا - 7، 8:الحب الأعمى: مقتل نادية - 9، 10:إبن موت:مقتل طارق | - 11، 12:البنسيون:مقتل مصطفى - 13، 14:مايه ملوكي:مقتل أم خليل - 15، 16:الدور الخامس:مقتل رياض وعمار - 17، 18:مسرح الجريمة:مقتل شيرين | - 19، 20:دليلة:مقتل دليلة - 21، 22:دخلة بلدي:سرقة شبكة - 23، 24:رقم خاص:مفتل ياسمين - 25، 26:ساعة بقرب الحبيب:سرقة ساعة |

## روابط خارجية
- صفحة المسلسل في السينما.كوم
- شارة المسلسل
- صفحة المسلسل على اليوتيوب - قناة cbc drama
- صفحة المسلسل على اليوتيوب - قناة القاهرة والناس